# Gustava Iselin-Haeger
Gustava Iselin-Haeger (* 10. Juni 1878 in Berlin; † 11. Januar 1962 in Basel) war eine Schweizer Künstlerin. Ihr Werk umfasst Malerei, Zeichnungen, Lithografien und Plakate.

## Leben und Werk
Gustava Iselin-Haeger war eine Tochter des Wilhelm Julius Haeger und der Sophie, geborene Bamberg. Die Familie lebte im Berliner Vorort Friedenau (1920 eingemeindet), wo Gustava mit ihren sechs Geschwistern aufwuchs. Ausser der ältesten Schwester, die den Haushalt führte, erlernten alle anderen Schwestern einen Beruf. So als Erzieherin, Bildhauerin, Ärztin und Musikerin.
1894 verliess Gustava Haeger die Schule, um sich dem Zeichenstudium zu widmen. Ab 1898 besuchte sie den Zeichenunterricht bei Max Liebermann und war eine seiner Meisterschülerinnen. Mit Liebermann pflegte sie später eine langjährige Freundschaft. Von 1899 bis 1901 studierte sie bei Christian Landenberger in München.
Wieder in Berlin arbeitete Gustava als freie Künstlerin und unterrichtete zeitweise 14 Mädchen in ihrem Atelier im Sigmundshof beim Bahnhof Tiergarten. Darunter war die Tochter von Max und Martha Liebermann, Käthe Liebermann (1885–1952), und eine Tochter des Kunsthistorikers Wilhelm von Bode.

Gustava war zudem in den Künstlerkreis der Berliner Secession eingebunden. Zusammen mit den Mitgliedern Heinrich Zille, Konrad von Kardorff, Leo von König und Max Beckmann zeichnete sie jeweils abends bei Arthur Lewin-Funcke nach Aktmodellen.

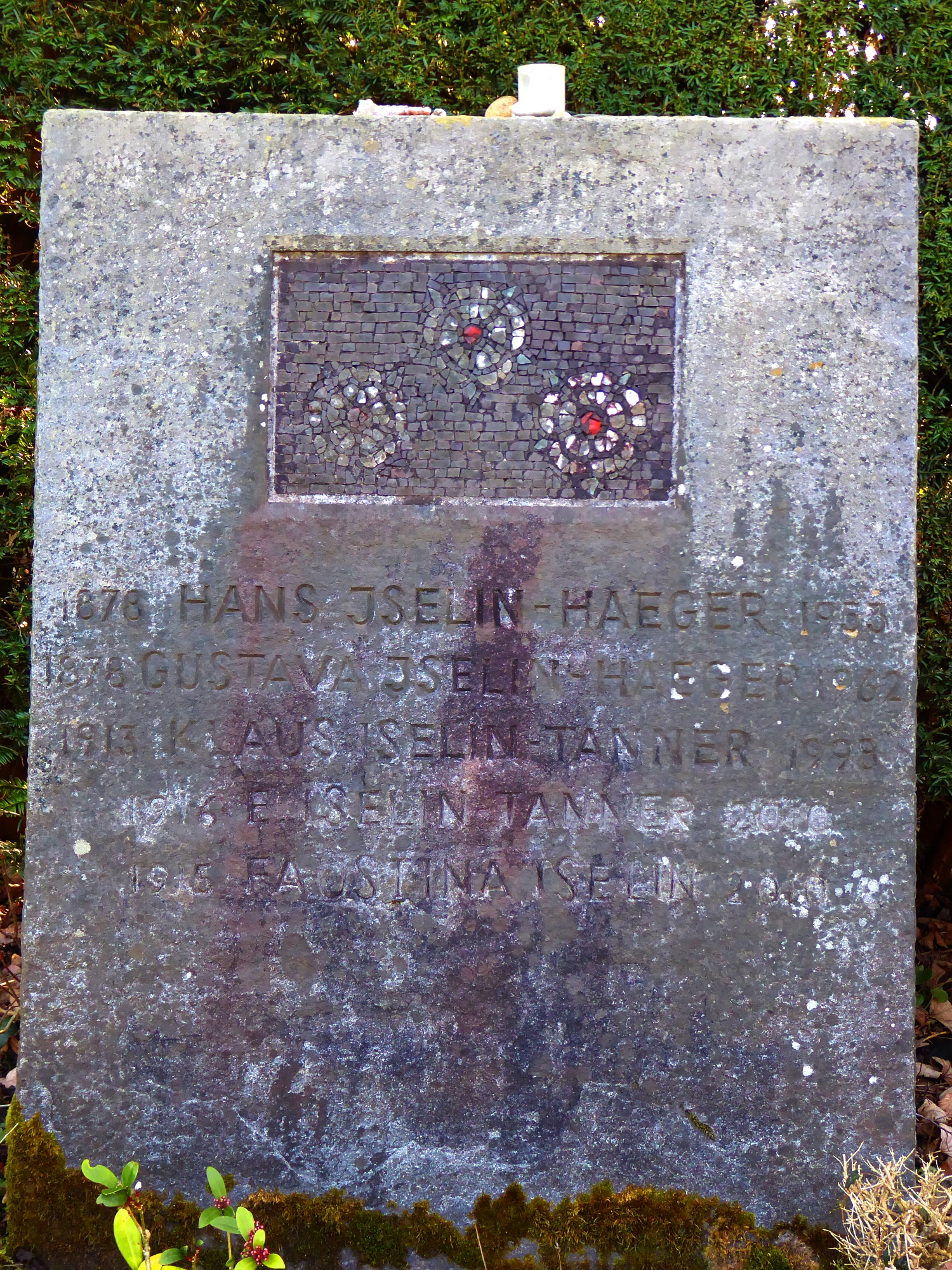
Grab auf dem Friedhof am Hörnli

 Ab 1901 nahm sie an Ausstellungen der Berliner Sezession teil und stellte daneben in der Galerie von Paul Cassirer und 1904 auch in der Kunsthalle Basel aus.
Gustava Haeger heiratete 1906 Hans Iselin, den sie während dessen Studienzeit in Berlin kennengelernt hatte. Zusammen hatten sie einen Sohn und zwei Töchter. 1916 kaufte die Familie an der Hackbergstrasse 49 ein Sommerhaus in Riehen. Nach dem Tod ihres Mannes im Jahr 1953 lebte sie mit ihrer Tochter Faustina Iselin bis zu ihrem Tod im Jahr 1962 am Hackberg.
Iselin-Haeger war Mitglied in der Schweizerischen Gesellschaft Bildender Künstlerinnen und stellte ihre Werke ab 1906 in zahlreichen Gruppenausstellungen aus. Neben ihrer freien künstlerischen Tätigkeit illustrierte Iselin-Haeger verschiedene Kinderbücher von Johanna Spyri. Ausserdem skizzierte sie zwischen 1936 und 1946 die Theaterproben ihrer Tochter Faustina Iselin im Basler Studententheater unter der Leitung von Karl Gotthilf Kachler (1906–2000) sowie von 1941 und 1943 die Proben des Stadttheaters Basel.
Iselin pflegte sie Kontakte zu bekannten Persönlichkeiten der Basler Kunstszene wie Maria La Roche, Otto Roos, Carl Burckhardt, Arnold Fiechter und Emma Mertz (1880–1937). Zu ihrem 80. Geburtstag 1958 wurde sie im Rahmen der Weihnachtsausstellung in der Kunsthalle Basel mit einer Sonderausstellung gewürdigt.
Ihre letzte Ruhestätte fand Gustava Iselin-Haeger auf dem Basler Friedhof am Hörnli.